# Estela Welldon

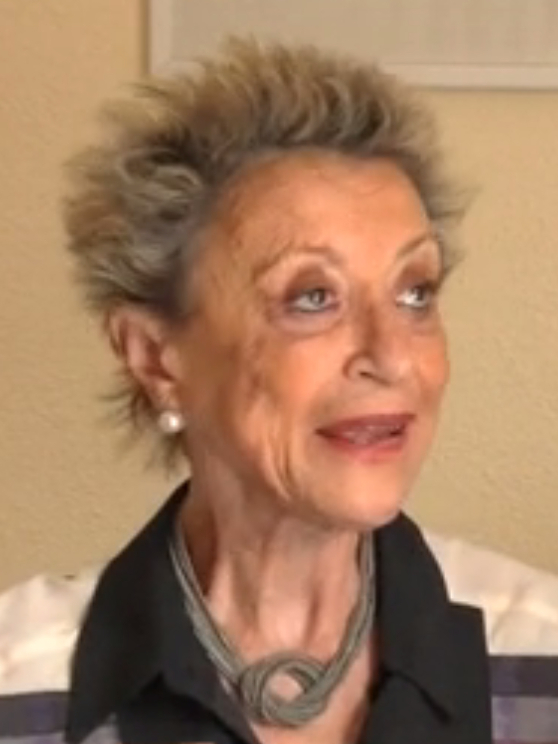
Estela Welldon (2014)

Estela V. Welldon (geboren 1939 in Mendoza (Argentinien)) ist eine britisch-argentinische Psychoanalytikerin, Sexualwissenschaftlerin und analytische Psychotherapeutin. Daneben ist sie als Organisationsberaterin tätig. Spezialisiert auf die Behandlung von Straftätern und Menschen mit sexuellen Störungen gehört zu ihrem Wirkungskreis überdies die forensische Psychiatrie. In diesem Feld ist sie sowohl praktisch-therapeutisch als auch theoretisch und in der Forschung tätig, worüber sie zahlreiche Veröffentlichungen vorlegte. Dabei hat sie insbesondere über die weibliche Perversion, die sich nicht in der Psychodynamik, wohl aber in ihrem Erscheinungsbild deutlich von der Perversion des Mannes unterscheidet, geforscht, gelehrt und publiziert und damit zu einem wachsenden Verständnis von weiblicher Psychopathologie beigetragen.

## Persönliches
In einem Interview, das im November 2011 im Guardian veröffentlicht wurde, gab Welldon unter anderem auch Einblicke in ihr Privatleben. Im Alter von elf Jahren verlor sie ihren drei Jahre älteren Bruder. Eigentlich hätte sie eine große Familie haben wollen, doch ihr Mann starb im Alter von 38 Jahren, als ihr erstes Kind, ein Sohn, gerade neun Monate alt war. Sie hätte in ihrem Leben mehr als ein Trauma erlitten, sei aber aus irgendeinem Grund nicht daran zerbrochen. Auch hätte sie mehrere Krebserkrankungen durchgemacht. Kira Cochrane, die mit ihr sprach, erlebte Welldon, die zur Zeit des Interviews Mitte siebzig war, als „jugendlich, glamourös und unnachgiebig direkt“.
Befragt, wie sie es aushalte, täglich mit so schwierigen Fällen zu tun zu haben, meinte Welldon, sie trüge selbst eine enorme Menge an Gewalt in sich. Das Wissen darum sei hilfreich und ermögliche ihr einen Zugang zu ihren Patienten, die das spüren würden. Angst hätte sie mit einer Ausnahme nie gehabt. Nur einmal, als eine Frau, die behauptet hatte, unerkannt mehrere Menschen erschossen zu haben, eine Waffe mitbrachte. Ihr habe sie gesagt, dass sie Angst hätte, ihr notwendige Deutungen zu geben, wenn sie eine Waffe bei sich hätte.
Welldon berichtete von ihrer gelegentlichen Verzweiflung in teilweise viele Jahre währenden Behandlungen, in denen sich nichts zu bewegen schien, und doch hätte sie die Hoffnung nie aufgegeben. Perversionen könnten durchaus geheilt werden, aber keinesfalls bei jedem Menschen.

## Beruflicher Werdegang
Aufgewachsen in Argentinien unterrichtete Welldon zu Beginn ihres Berufslebens zunächst Kinder mit Down-Syndrom. Danach studierte sie Medizin an der Universidad Nacional de Cuyo, ging in die Vereinigten Staaten und nahm ihre ärztliche Tätigkeit in der von Karl Menninger und seiner Familie gegründeten Klinik in Kansas auf. Schon früh an der forensischen Psychiatrie interessiert, ging sie in den 1960er Jahren nach Großbritannien, wo sie an der Tavistock Clinic – oft auch als Portman Clinic bezeichnet – psychoanalytisch mit diesen Patienten arbeiten konnte. Im Jahr 1997 erhielt sie von der Oxford Brookes University die Ehrendoktorwürde. An der Pontifical Catholic University in Peru erhielt sie 2018 eine Gastprofessur.

## Mitgliedschaften
Welldon ist Mitglied der British Association for Psychotherapy, der Konföderation des British Psychoanalytic Council, des Institute of Group Analysis, der American Group Psychotherapy Association und der International Association for Group Psychotherapy and Group Processes. Im Jahr 2013 wurde ihr die Ehrenmitgliedschaft der American Psychoanalytic Association (APA) verliehen.

## Wirken
Nachdem sie sich auf die Behandlung von Straftätern und Menschen mit sexuellen Störungen spezialisiert hatte, gründete Welldon im Jahr 1991 die Internationale Vereinigung für forensische Psychotherapie (IAFP), deren Ehrenpräsidentin sie inzwischen ist.
Neben ihren eigenen Veröffentlichungen war Welldon als (Mit-)Herausgeberin einiger wissenschaftlicher Zeitschriften tätig: für das British Journal of Psychiatry als Expertin des Royal College of Psychiatrists für weibliche Kriminalität und sexuelle Abweichungen (seit 1990), für das Journal of the British Institute of Psychohistory, für das argentinische Journal of Group Psychotherapy, für das British Journal of Psychiatry and Group Analysis, das Journal of the Irish Forum for Psychoanalytical Psychotherapy und für die Zeitschrift Psychotherapy: A Monthly Journal.
Welldon ist selbst psychotherapeutisch tätig, bietet Einzel- und Gruppentherapien an und bildet forensische Psychotherapeuten aus. Sie prägte die Forensische Psychotherapie und gründete 1990 einen entsprechenden Studiengang. An der Tavistock Clinic obliegt ihr die Supervision der Behandlungen.
Der belgische Psychoanalytiker Paul Verhaeghe würdigte im Jahr 2008 die wissenschaftliche Leistung von Estela Welldon insbesondere auf dem Gebiet der Verschränkung von Mutterschaft und Perversion:

“Putting forward the combination between motherhood and perversion made Estela famous – to my knowledge, she is the first clinician who has demonstrated time and again that perversion can only be understood if we look at the mother, meaning that we have to reconsider female perversion as well. The importance of this clinical insight cannot be overrated,and it testifies to three things. First of all, to her intellectual courage. Secondly, to her sense of humanity. And last but not least, to her clinical finesse.”

„Die Kombination aus Mutterschaft und Perversion voranzutreiben, machte Estela berühmt – meines Wissens ist sie die erste Ärztin, die immer wieder aufgezeigt hat, dass Perversion nur verstanden werden kann, wenn wir die Mutter betrachten, was bedeutet, dass wir auch die weibliche Perversion überdenken müssen. Die Wichtigkeit dieser klinischen Einsicht kann nicht überbewertet werden und zeugt von drei Dingen. Zuallererst von ihrem intellektuellen Mut. Zweitens von ihrem Sinn für Menschlichkeit. Und nicht zuletzt von ihrer klinischen Finesse.“

### Mutter, Madonna, Hure
Mit ihrem im Jahr 1992 in deutscher Sprache veröffentlichten Buch Mutter, Madonna, Hure (auch Perversionen der Frau) habe sie zentralen zeitgenössischen Überzeugungen widersprochen – sowohl traditionell-patriarchalischen als auch feministischen Ansichten – und das sei „in einer feministischen Zeit und an einem feministischen Ort“ sehr mutig gewesen. Es sei, so Verhaeghe, „ein Wunder, dass das Buch tatsächlich veröffentlicht und gelesen wurde“. Verhaeghe ließ unerwähnt, dass Welldon selbst Feministin ist, was Sigal Spigel, Leiterin des interdisziplinären Seminars zur Genderforschung und Mitglied des wissenschaftlichen Beirats am Zentrum für Genderforschung der Universität Cambridge, ein Jahr später bei ihrem Gespräch mit Welldon nicht verschwieg.
Fachlich vertritt Welldon die Position, bei allen Perversionen handele es sich um symbolische Angriffe auf den Körper der schwangeren Frau. In ihren zahlreichen Veröffentlichungen entfaltete sie diese, in Jahren gewachsene Überzeugung im Detail und anhand klinischen Materials, besonders ausführlich in Mutter, Madonna, Hure, aber auch in ihrem 2014 in zweiter Auflage erschienenen Buch Perversionen der Frau. Als bedeutsamen Unterschied zwischen der Perversion des Mannes und jener der Frau erkennt Welldon die Richtung der Aggression, die sich beim Mann nach außen wendet und bei der Frau gegen sich selbst, den eigenen Körper oder – gleichsam als dessen Stellvertreter – das eigene Kind.
In ihrem 2009 veröffentlichten Artikel Dancing with death (deutsch: Tanz mit dem Tod) zieht Welldon ein Résumé über ihre Ausbildung in Argentinien, Amerika und England und über ihre mehr als 30 Jahre währende Tätigkeit an der Tavistock Clinic in London.
Die fachlichen Positionen von Welldon seien nicht politisch korrekt, aber klinisch korrekt, wie Verhaeghe 2008 bemerkte. Etwa zur selben Zeit hatte die Universität Cambridge eine Gesprächsreihe begonnen, die einen intergenerationalen Dialog zwischen den Feministinnen der sogenannten zweiten Welle und ihren Töchtern anregen sollte. Im Jahr 2009 fand das zweite Gespräch dieser Reihe statt, diesmal zwischen Estela Welldon und Sigal Spigel. Kern dieses Gespräches waren die Befunde, die Welldon zur Perversion vorgelegt hatte. Dabei bezeichnete Sigal das 1988 von Welldon in Erstveröffentlichung vorgelegte Buch Mother, Madonna, Whore, das Grundlage des Gespräches war, nach 21 Jahren als immer noch schmerzlich relevant. Es habe zwar Eingang in forensische Disziplinen wie die forensische Psychologie und Psychiatrie gefunden, sei darüber hinaus aber immer noch ein großes Tabu.
Die Quelle der Perversion für Männer und Frauen, so Welldon, könne innerhalb der frühen Beziehung zur Mutter gefunden werden, die eine Form von frühem Missbrauch, Vernachlässigung oder Deprivation durch die Mütter erkennen lasse. Deshalb werde im Rahmen einer Perversion der Körper der Mutter zum Objekt neidischer und mörderischer Angriffe, meist symbolisch, mitunter aber auch tatsächlich, beispielsweise dann, wenn der schwangere Körper einer Frau angegriffen wird. Auch wenn diese Befunde das Risiko bergen, dem sogenannten mother-blaming – also der Schuldzuweisung an die Mütter – das Wort zu reden, dürften sie nicht negiert werden. Doch hätte Welldon darauf aufmerksam gemacht, dass die Zusammenhänge komplizierter sind. Mutterschaft bringe erhebliche psychische Anforderungen mit sich, die zu einer so großen Belastung werden könnten, dass manche Mütter ihr aufgrund ihrer sozialen Situation nicht mehr gewachsen seien. Wenn sich dann ohnmächtige Gefühle breit machen und Befriedigung nicht mehr aus anderen Quellen gezogen werden könne, dann würde eine Mutter ggf. auf unangemessenes Verhalten zurückgreifen. Der erlebten Ohnmacht setze sie als einzige Macht, die ihr bleibe, die emotionale und physische Autorität über ihr Baby entgegen.
Auch wenn es jedes Mal ein Schock sei, von missbrauchenden Müttern zu hören, müsse, so Welldon, darüber ein vertieftes Wissen erarbeitet werden, weil andernfalls die betroffenen Mütter schwiegen und keine Chance erhielten, über ihre Gefühle von Verzweiflung und Nutzlosigkeit zu sprechen. Und dann könne sich nichts ändern. Wer nicht sprechen könne, mache dumme Sachen. Man habe sich daran gewöhnt, in einer schuldzuweisenden Gesellschaft zu leben, anstatt sich um Verstehen zu mühen und das sei nur möglich, wenn die betroffenen Frauen reden, weil sie Hoffnung haben dürfen, gehört zu werden. Ohne Verstehen bleibe nur zu richten und zu verdammen.
Mindestens zwei Generationen müsse nach Welldons Überzeugung zurückgeschaut werden, um eine Vorstellung davon zu erhalten, wie sich die Probleme mit der Mutterschaft über die Generationen hinweg entwickelten. Wenn Verstehen in einer helfenden Beziehung auch bei den Müttern wachse, stelle sich bei ihnen oft Reue ein und sie wünschten, die Uhr zurückdrehen zu können.
Gesellschaftlich bereite eine ungebrochene Idealisierung der Mutterschaft den Boden für die Entwicklung weiblicher Perversion. Nach wie vor werde weibliche Subjekthaftigkeit streng unterschieden von mütterlicher Subjekthaftigkeit, wobei letztere durch die Abwesenheit von Sexualität gekennzeichnet sei. Werde eine Frau schwanger, gerate die Tatsache, dass dies ein untrügliches Zeichen für vorausgegangenen Sex ist, völlig aus dem Blickfeld. Dabei scheut sich Welldon nicht, die Verantwortlichkeit auf mehr Schultern zu verteilen: „Wir alle sind darin verwickelt, wir alle sind eine Art Kollaborateure in diesem Problem“.
Würden die gesellschaftlichen Veränderungen dazu führen, Frauen eine tatsächlich gleichberechtigte Teilhabe an der Arbeitswelt und an den Machtstrukturen der Gesellschaft zu ermöglichen und Männern Freude und Teilhabe an der Aufzucht ihrer Kinder zu vermitteln, wäre vorstellbar, dass Perversionen abnehmen könnten und der Feminismus eines Tages aus der Mode käme. Doch da wären wir noch nicht.

## Schriften (Auswahl)
- Women who sexually abuse children. In: BMJ. 1990, S. 1527–1528, PMID 2372614 (englisch).
- Psychology and Psychopathology in Women. A Psychoanalytic Perspective. In: British Journal of Psychiatry. Band 158, 1991, S. 85–92, doi:10.1192/S0007125000292052 (englisch).
- Mutter, Madonna, Hure. Verherrlichung und Erniedrigung der Mutter und der Frau. Bonz, Waiblingen 1992, ISBN 3-87089-352-4 (Originaltitel: Mother, madonna, whore. Übersetzt von Detlev Rybotycky).
- Forensic Psychotherapy and Group Analysis. In: Group Analysis. Band 26, Nr. 4, 1993, ISSN 0533-3164, S. 487–502, doi:10.1177/0533316493264009 (englisch).
- Gruppenanalytische Psychotherapie in der forensischen Psychiatrie. Laßt die Behandlung zum Verbrechen passen. In: Gruppenanalyse. Zeitschrift für gruppenanalytische Psychotherapie, Beratung und Supervision. Nr. 2, 1997, ISSN 0939-4273.
- mit Cleo Van Velsen: A Practical Guide to Forensic Psychotherapy (= Forensic focus. Band 3). Jessica Kingsley Publishers, 1997, ISBN 1-85302-389-2 (englisch).
- Ideas in Psychoanalysis. Sadomasochism. Icon Books Ltd., 2002, ISBN 1-84046-378-3 (englisch).
- Perversionen der Frau. Mit einem Vorwort von Sophinette Becker (= Beiträge zur Sexualforschung. Band 82). 2. Auflage der Neuauflage 2003. Psychosozial-Verlag, Gießen 2014, ISBN 978-3-8379-2366-7.
- Why do you want to have a child? In: Mariam Alizade (Hrsg.): Motherhood in the Twenty-First Century. Routledge, 2006, Kap. 6, doi:10.4324/9780429477355 (englisch).
- Dancing with death. In: British Journal of Psychotherapy. Band 25, Nr. 2, 2009, S. 149–182, doi:10.1111/j.1752-0118.2009.01111.x (englisch).
- Sadomasochismus und Feminismus. In: Andreas Hill, Peer Briken, Wolfgang Berner (Hrsg.): Lust-voller Schmerz. Psychosozial-Verlag, Gießen 2018, ISBN 978-3-8379-2804-4, S. 193–212.
- Sex Now, Talk Later. Taylor & Francis, 2018, ISBN 978-0-429-47995-3 (englisch).
- Playing with Dynamite. A Personal Approach to the Psychoanalytic Understanding of Perversions, Violence, and Criminality. Hrsg.: Brett Kahr (= Forensic Psychotherapy Monograph Series). Routledge, London, New York 2018, ISBN 978-1-85575-742-4 (englisch, Erstausgabe: Karnac Books Ltd., 2011, mit Vorwörtern von Ricardo Horacio Etchegoyen, Brett Kahr, Baroness Helena Kennedy und einer Einführung von James Gilligan).